# Rennhut

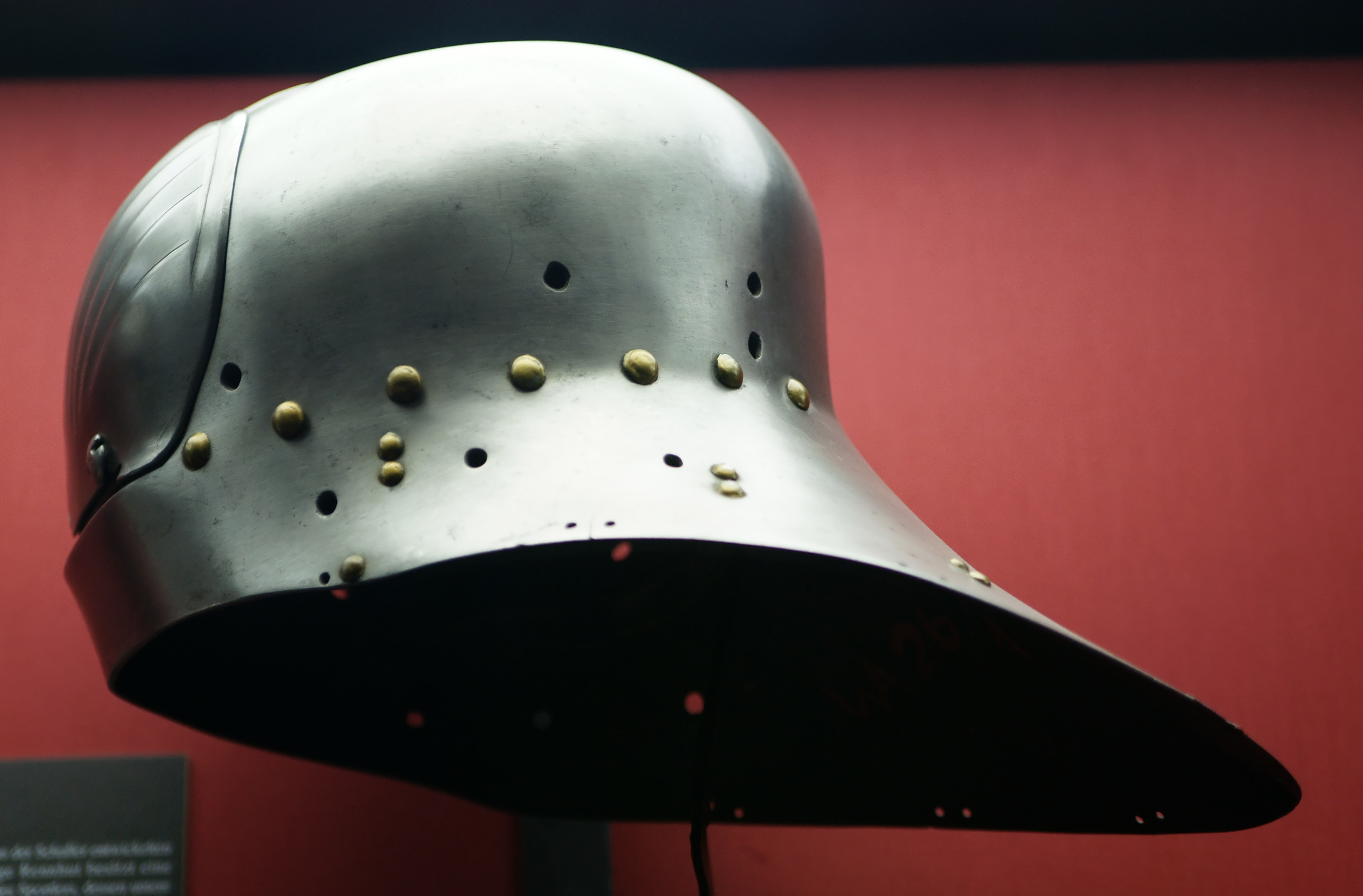
Rennhut von Maximilian I. in der Wiener Hofjagd- und Rüstkammer, um 1495

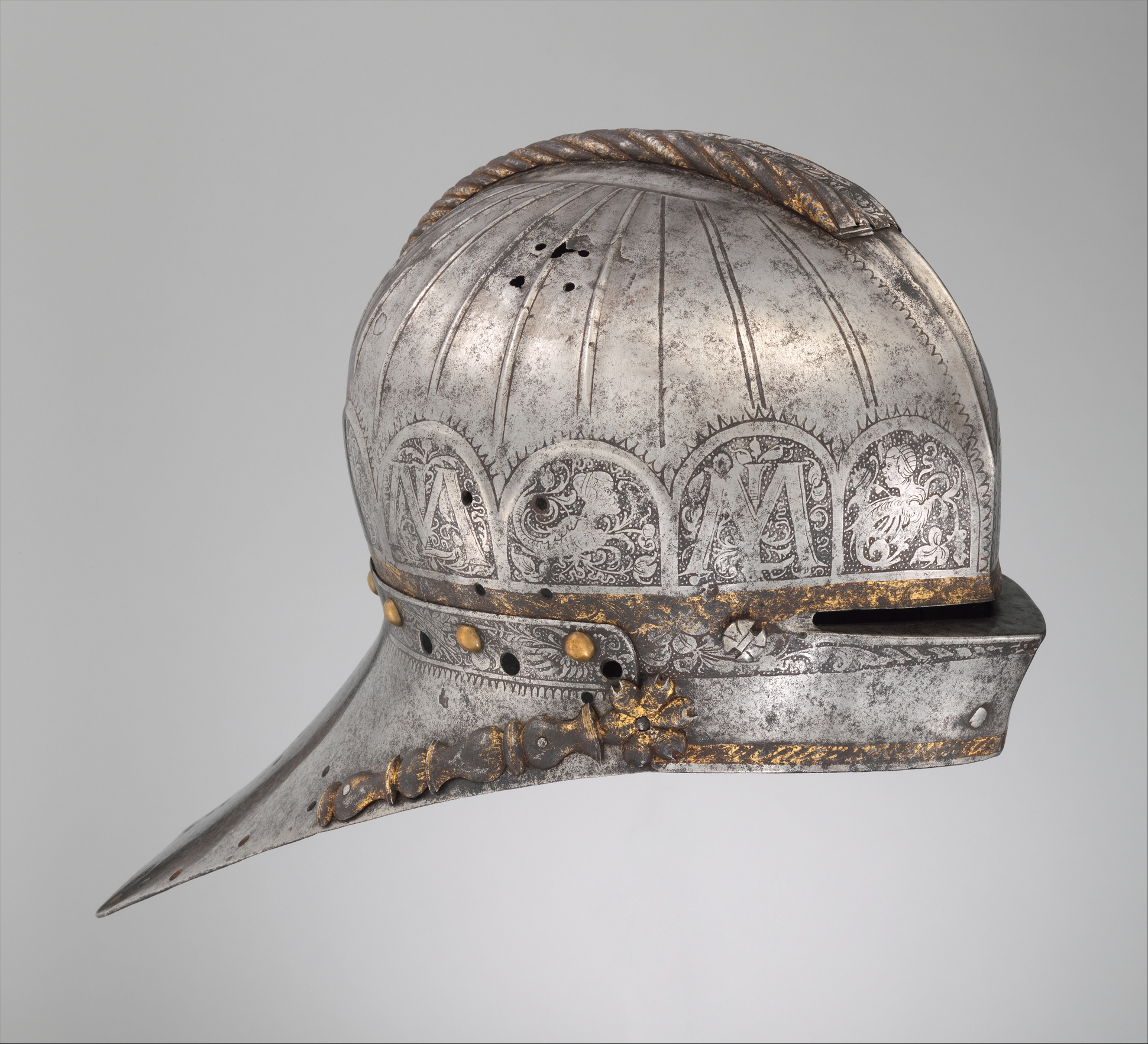
Rennhut von König Ludwig II. von Böhmen und Ungarn

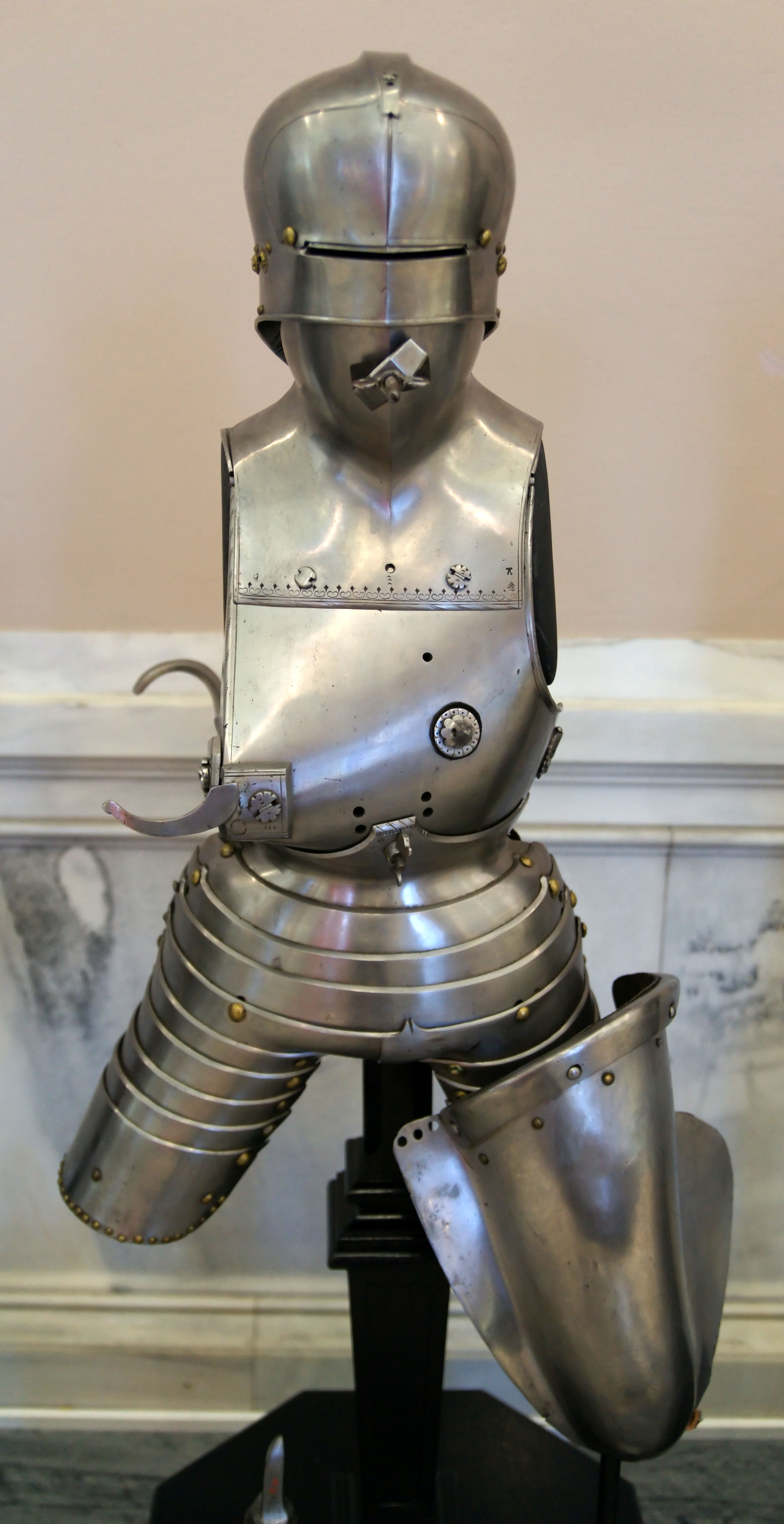
Rennzeug mit Rennhut von Johann dem Beständigen in der Wiener Hofjagd- und Rüstkammer

Der Rennhut (auch Rennhaube genannt), ist ein spätmittelalterlicher Turnierhelm, der aus der deutschen Schaller zum „Rennen“ (einer Turnierart) entwickelt wurde. Er vervollständigte das Rennzeug.
Der Rennhut hat für gewöhnlich zum Schutz des Kopfes eine Verstärkungsplatte auf der Stirn (Schiftung). Zum Schutz und für einen besseren Tragekomfort trug der Ritter unter dem Rennhut eine Bundhaube, die die Stöße am Kopf zudem abfederte. Der Helmtyp besitzt kein Visier, sondern einen schmalen Sehschlitz. Zum Schutz des Kinns und Halses trug man einen sogenannten „Bart“ dazu.